# Oferta
En economía, se define la oferta como aquella propiedad dispuesta a ser intercambiada libremente a cambio de un precio. Cuando las condiciones de mercado vienen caracterizadas por el precio en conjunto de todos los pares de precio de mercado y oferta, forman la llamada curva de oferta. Hay que diferenciar por tanto la curva de oferta, de una oferta actual o cantidad ofrecida (que en general sería un punto concreto de dicha oferta), que hace referencia a la cantidad que los productores están dispuestos a vender a un determinado precio.
En el sistema de economía de mercado se admite que el precio y la cantidad ofertada está determinado por un equilibrio entre la oferta y la demanda (en mercados no competitivos o que presentan fallos de mercado pueden intervenir otros factores adicionales).
En macroeconomía, la oferta de dinero es la cantidad de activos altamente líquidos disponibles en el mercado monetario, que está determinada o influenciada por la autoridad monetaria de un país. Esto puede variar según el tipo de oferta de dinero que se esté discutiendo. M1, por ejemplo, se usa comúnmente para referirse a dinero limitado, monedas, efectivo y otros equivalentes de dinero que se pueden convertir a moneda casi al instante. En contraste, M2 incluye todo M1, pero también incluye depósitos a corto plazo y ciertos tipos de fondos de mercado.

## Mecanismo de oferta y demanda
Para explicar el mecanismo de oferta y demanda, resulta útil considerar el caso de un mercado de un único bien. Supóngase que los planes de cada comprador y cada vendedor son totalmente independientes de los de cualquier otro comprador o vendedor. De esta forma se asegura que cada uno de los planes de los vendedores dependa de las propiedades objetivas del mercado y no de conjeturas sobre posibles comportamientos de los demás. Con estas características se podría tener un mercado con competencia perfecta, en el sentido de que hay un número muy grande de compradores y vendedores, de forma que cada uno realiza transacciones que son pequeñas en relación con el volumen total de las transacciones.
En una situación así, se asume frecuentemente, que la cantidad ofrecida por los fabricantes o productores de un determinado bien depende de varios factores que provocan incrementos o disminuciones de la cantidad ofrecida por el oferente. Estos factores son el precio del producto, el precio de los factores que intervienen en la producción de ese bien, el estado de la tecnología existente para producir ese producto, y las expectativas que tengan los empresarios acerca del futuro del producto y del mercado.
En un mercado real, la situación es más compleja, existirán bienes complementarios y bienes sustitutivos, fallos de mercado y alianzas de agentes e incluso monopsonios, monopolios y oligopolios que hacen que la situación pueda llegar a ser muy compleja.

## El precio del producto
De acuerdo con el modelo neoclásico de la oferta en una situación de competencia perfecta, el precio del producto es el factor fundamental que determina la cantidad que un fabricante ofrece de su producto, cuando el precio es alto la venta de ese producto se hace más rentable y por tanto la cantidad ofrecida del mismo es más elevada. Si el precio del bien disminuye la rentabilidad esperada por la venta disminuye y por tanto la cantidad que los fabricantes están dispuestos a vender. A título de ejemplo, cuando sube el precio de un bien, supongamos el caso de un pintor que elabora cuadros, cada cuadro lo vende por 100 € y él en esas condiciones trabaja 5 horas al día durante 4 días a la semana. Si el precio de sus cuadros sube de 100 a 1000 €, estará dispuesto a trabajar más horas cada día y renunciar a algún día festivo. Si el precio alcanzase 10 000 € por cuadro, probablemente contrataría a una persona para que le preparase los lienzos, las pinturas y los materiales, para así poder elaborar y vender más cuadros cada día. Naturalmente en presencia de situaciones de competencia no perfecta el comportamiento de los ofertantes puede llegar a ser bastante diferente de lo explicado anteriormente.
La oferta es la cantidad de productos y servicios que los vendedores quieren y pueden vender en el mercado a un precio y en un periodo de tiempo determinado para satisfacer necesidades o deseos y en cuanto a cada una de ellas. En economía, se define la oferta como aquella cantidad de bienes o servicios que los productores están dispuestos a vender a los distintos precios de mercado. Hay que diferenciar la oferta del término cantidad ofrecida, que hace referencia a la cantidad que los productores están dispuestos a vender a un determinado precio.
El sistema de economía de mercado, descansa en el libre juego de la oferta y la demanda. Centrándonos en el estudio de la oferta y la demanda en un mercado de un determinado bien. Supongamos que los planes de cada comprador y cada vendedor son totalmente independientes de los de cualquier otro comprador o vendedor. De esta forma nos aseguramos que cada uno de los planes de los vendedores dependa de las propiedades objetivas del mercado y no de conjeturas sobre posibles comportamientos de los demás. Con estas características tendremos un mercado perfecto, en el sentido de que hay un número muy grande de compradores y vendedores, de forma que cada uno realiza transacciones que son pequeñas en relación con el volumen total de las transacciones.
La cantidad ofrecida por los fabricantes o productores de un determinado bien depende de varios factores que provocan incrementos o disminuciones de la cantidad ofrecida por el oferente. Estos factores son el precio del producto, el precio de los factores que intervienen en la producción de ese bien, el estado de la tecnología existente para producir ese producto y las expectativas que tengan los empresarios acerca del futuro del producto y del mercado.
```
compuesta de diversos factores que afectan tanto la cantidad como el precio de un bien. Es importante recordar que los productores siempre buscan maximizar utilidades a menores costos, por tanto, el productor siempre buscará producir aquellos bienes que reporten la mayor utilidad posible y tengan el menor costo de producción.
```

El precio de los factores productivos. Cuando suben los precios de los factores que intervienen en la producción de un bien, como puede ser la energía, las materias primas o la mano de obra, la producción del bien referido se hace menos rentable por lo que las empresas fabricantes ofrecen menos cantidad de producto . Por tanto la cantidad ofrecida de un bien está relacionada negativamente con el precio de los factores utilizados.
Para efectos prácticos, podemos observar lo que sucede cuando cambian los precios de los factores de producción:

{\displaystyle Q_{x}=f(P_{x},P_{y},P_{i},O,T,K,\dots )}

Donde:
{\displaystyle Q_{x}} cantidad ofrecida del bien x.
{\displaystyle Px} precio del bien x (después de impuestos y subvenciones).
{\displaystyle P_{i}} precio de los insumos.
{\displaystyle O} objetivos de los productores.
{\displaystyle T} estado de la tecnología de producción usada.
{\displaystyle K} dotación de capital para la producción del bien.
Por tanto al variar el precio de alguno de los factores de la producción, se verá afectada la cantidad que se produce del bien. Es decir, que se producirá un desplazamiento en la curva de oferta, donde al mismo precio se producirá menos si los factores aumentan de precio y si los factores disminuyen su precio, se producirá más de dicho bien.

Está compuesta de diversos factores que afectan tanto la cantidad como el precio de un bien. Es importante recordar que los productores siempre buscan maximizar utilidades a menores costos, por tanto, el productor siempre buscara producir aquellos bienes que reporten la mayor utilidad posible y tengan el menor costo de producción.
El precio de los factores productivos. Cuando suben los precios de los factores que intervienen en la producción de un bien, como puede ser la energía, las materias primas o la mano de obra, la producción del bien referido se hace menos rentable por lo que las empresas fabricantes ofrecen menos cantidad de producto . Por tanto la cantidad ofrecida de un bien está relacionada negativamente con el precio de los factores utilizados.
Para efectos prácticos, podemos observar lo que sucede cuando cambian los precios de los factores de producción:

{\displaystyle Q_{x}=f(P_{x},P_{y},P_{i},O,T,K,\dots )}

Donde:
{\displaystyle Q_{x}} cantidad ofreciada del bien x.
{\displaystyle Px} precio del bien x (después de impuestos y subvenciones).
{\displaystyle P_{i}} precio de los insumos.
{\displaystyle O} objetivos de los productores.[cita requerida]
{\displaystyle T} estado de la tecnología de producción usada.
{\displaystyle K} dotación de capital para la producción del bien.
Por tanto al variar el precio de alguno de los factores de la producción, se verá afectada la cantidad que se produce del bien. Es decir, que se producirá un desplazamiento en la curva de oferta, donde al mismo precio se producirá menos si los factores aumentan de precio y si los factores disminuyen su precio, se producirá más de dicho bien.

## La curva de oferta
La curva de oferta es la que muestra el vínculo existente entre el precio de un o dos bienes y la cantidad ofrecida del mismo. La pendiente de esta curva determina cómo aumenta o disminuye la oferta ante una disminución o un aumento del precio del bien. Se denomina elasticidad de la curva de oferta a la variación porcentual experimentada por la cantidad ofrecida de un bien cuando varía su precio en 1 %, manteniéndose constantes los demás factores que lleguen a afectar la cantidad ofrecida.
La ley de la oferta establece que: Ante un aumento en el precio de un bien o servicio, la cantidad ofertada que exista de ese bien o servicio va a ser mayor; es decir, aquellos que los producen tendrán un incentivo mayor.
Este incentivo surge de la lógica racional de los productores, ya que en condiciones normales si el precio de un bien aumenta manteniéndose el de los demás constantes, provocará un aumento en los ingresos de los que produzcan dicho bien, por lo tanto motivará a que aumenten también su oferta.
La oferta es la relación entre la cantidad de bienes ofrecidos por los productores y el precio de mercado actual. Gráficamente se representa mediante la curva de oferta. Debido a que la oferta es directamente proporcional al precio, las curvas de oferta son casi siempre crecientes. Además, la pendiente de una curva de oferta suele ser también creciente (es decir, suele ser una función convexa), debido a la ley de los rendimientos decrecientes.
A veces, las curvas de oferta no tienen una pendiente creciente. Un ejemplo es la curva de oferta del mercado laboral. Generalmente, cuando el salario de un trabajador aumenta, este está dispuesto a ofrecer un mayor número de horas de trabajo, debido a que un sueldo más elevado incrementa la utilidad marginal del trabajo (e incrementa el costo de oportunidad de no trabajar). Pero cuando dicha remuneración se hace demasiado alta, el trabajador puede experimentar la ley de los rendimientos decrecientes en relación con su paga. La gran cantidad de dinero que está ganando hará que otro aumento de sueldo tenga poco valor para él. Por tanto, a partir de cierto punto trabajará menos a medida que aumente el salario, decidiendo invertir su tiempo en ocio. Este tipo de curvas de oferta ha sido observado en otros mercados, como el del petróleo: después del récord del precio provocado por la crisis de 1973, muchos países exportadores de petróleo disminuyeron su producción.
Otro ejemplo de curvas de oferta atípicas lo encontramos en las compañías de servicios públicos. Debido a que una gran cantidad de sus costos son costos fijos, el costo marginal de estas empresas es prácticamente una constante, con lo cual su curva de oferta es una recta creciente.
La oferta es la relación entre la cantidad de bienes ofrecidos por los productores y el precio de mercado actual. Gráficamente se representa mediante la curva de oferta. Debido a que la oferta es directamente proporcional al precio, las curvas de oferta son casi siempre crecientes. Además, la pendiente de una curva de oferta suele ser también creciente (es decir, suele ser una función convexa), debido a la ley de los rendimientos decrecientes.